# Wenec (gmina)
Wenec (bułg. Община Венец) – gmina w północno-wschodniej Bułgarii, w obwodzie Szumen.

## Miejscowości
Miejscowości wchodzące w skład gminy Wenec:
- Bojan (bułg.: Боян),
- Borci (bułg.: Борци),
- Bujnowica (bułg.: Буйновица),
- Czernogławci (bułg.: Черноглавци),
- Dennica (bułg.: Денница),
- Drenci (bułg.: Дренци),
- Gabrica (bułg.: Габрица),
- Izgrew (bułg.: Изгрев),
- Jasenkowo (bułg.: Ясенково),
- Kapitan Petko (bułg.: Капитан Петко),
- Osenowec (bułg.: Осеновец),
- Strachilica (bułg.: Страхилица),
- Wenec (bułg.: Венец) − siedziba gminy.